# Charles-Eugène Delaunay
Pour les articles homonymes, voir Delaunay.
Charles-Eugène Delaunay, né le 9 avril 1816 à Lusigny-sur-Barse (Aube) et mort le 5 août 1872 dans la rade de Cherbourg, est un astronome et mathématicien français.

## Biographie
Charles-Eugène Delaunay naît le 9 avril 1816 à Lusigny. Il est le fils de Jacques-Hubert Delaunay, géomètre, et de son épouse Catherine Choiselat. En 1818, la famille s'établit à Ramerupt où le père a acquis un office d'huissier. Delaunay y passe les premières années de son enfance. En 1826, afin de poursuivre sa scolarité à Troyes, il est placé chez son grand-oncle Joseph Cornet, menuisier. En 1828, il entre, comme pensionnaire, au collège de Troyes. En 1833, il prépare à Paris le concours d'entrée à l'École polytechnique et suit le cours de mathématiques spéciales du lycée Charlemagne. En 1834, il est admis à l'École polytechnique. Il en sort major en 1836. À sa sortie de l'École polytechnique, François Arago lui propose d'entrer, comme élève astronome, à l'Observatoire de Paris. Mais il en est dissuadé par Félix Savary et préfère entrer à l'École des Mines. En 1838, il est nommé répétiteur adjoint du cours de géodésie et machines à l'École polytechnique (géométrie descriptive, mécanique analytique, dessin mécanique et physique élémentaire). En avril 1841, il est reçu docteur ès sciences. En mai, il est nommé aspirant ingénieur des mines. Fin octobre, Jean-Baptiste Biot le choisit comme son suppléant pour le cours d'astronomie physique qu'il professe à la Sorbonne. En 1843, Delaunay est nommé ingénieur ordinaire des mines de deuxième classe. En décembre 1844, il est chargé du cours de mécanique physique et de géométrie descriptive à l'École des mines. De 1845 à 1851, il est professeur de mathématiques spéciales au collège Sainte-Barbe. Fin novembre 1849, il est nommé répétiteur à École polytechnique. Il intègre en 1849 le corps enseignant de la Sorbonne, où il devient professeur de mécanique physique, pour occuper deux années plus tard le même poste à l'École polytechnique. Fin novembre 1851, il est nommé titulaire de la chaire de mécanique et machines à l'École polytechnique.
II siège en 1855 au Bureau des longitudes et à l'Académie des sciences et devient directeur de l'Observatoire de Paris en 1870. Il reçoit la même année la médaille d'or de la Royal Astronomical Society.
Son travail porte notamment sur la mécanique lunaire en tant que cas particulier du problème des trois corps. Son développement en séries pour calculer la position de la lune converge trop lentement pour être utilisable en pratique, mais fut un catalyseur pour le développement de l'analyse fonctionnelle. En 1866, il émet avec William Ferrel l'hypothèse d'un ralentissement de la rotation terrestre sous l'effet des marées océaniques.
Il apporta aussi une contribution importante en géométrie différentielle, en classant les surfaces de révolution de courbure moyenne constante, qui aujourd'hui portent son nom : surface de Delaunay. Il est fait membre étranger de la Royal Society en 1869.
Il meurt noyé lors d'un accident de bateau le 5 août 1872, en inspectant la fin des travaux de la récente rade artificielle de Cherbourg.

## Travaux
Les éléments de Delaunay, sont un ensemble de six éléments orbitaux. Ils sont utilisés pour décrire les orbites des satellites. Les éléments {\displaystyle L}, {\displaystyle G} et {\displaystyle H} sont homogènes à un moment cinétique par unité de masse. Les éléments {\displaystyle l}, {\displaystyle g} et {\displaystyle h} sont sans dimension. Ils sont reliés aux éléments képlériens par :
{\displaystyle {\begin{cases}L={\sqrt {\mu a}}&G=L{\sqrt {1-e^{2}}}&H=G\cos {i}\\l=M&g=\omega &h=\Omega \end{cases}}}
où, d'une part :
- {\displaystyle a={\frac {L^{2}}{\mu }}} est le demi-grand axe ;
- {\displaystyle e={\sqrt {1-{\frac {G^{2}}{L^{2}}}}}} est l'excentricité ;
- {\displaystyle i=\arccos {\frac {H}{G}}} est l'inclinaison ;

et, d'autre part, :
- {\displaystyle M=l} est l'anomalie moyenne ;
- {\displaystyle \omega =g} est l'argument du périastre ;
- {\displaystyle \Omega =h} est la longitude — ou ascension droite — du nœud ascendant.

Le cas {\displaystyle G=L} est celui d'une orbite circulaire ({\displaystyle e=0}) ; le cas {\displaystyle H=\pm {G}} est celui d'une orbite équatoriale ({\displaystyle i=0} ou {\displaystyle i=\pi }).

## Honneurs et distinctions
Le 12 mars 1855, Delaunay est élu à la section d'astronomie de l'Académie des sciences en remplacement de Victor Mauvais.
Le 16 juin 1856, il est fait chevalier de la Légion d'honneur.
Le 30 mai 1858, il est nommé membre correspondant de l'Académie royale des arts et manufactures de Toscane.
La 10 avril 1862, il est nommé membre associé de la Société royale d'astronomie.
Le 14 août 1867, il est élevé au grade d'officier de la Légion d'honneur ; et, le 18 du même mois, il est fait chevalier de l'ordre des Saints-Maurice-et-Lazare.
Le 13 mai 1869, il est nommé membre étranger de la Royal Society.
Le 8 novembre 1871, il est nommé membre de l'Académie royale des sciences de Suède ; et, le 29 décembre, de l'Académie impériale des sciences de Saint-Pétersbourg.
Son nom fut gravé sur la tour Eiffel par Gustave Eiffel, parmi 72 scientifiques en reconnaissance de leurs contributions.
En 1935, l'Union astronomique internationale a donné son nom au cratère lunaire Delaunay.
Depuis 2006, son nom est porté par un laboratoire de recherche dépendant du CNRS et de l'Université de technologie de Troyes.
L'astéroïde (8688) Delaunay lui est également dédié.

## Publications
- Distinction des maxima et des minima dans les questions qui dépendent de la méthode des variations. Suivi de Mouvement de la Terre autour de son centre de gravité, Paris, Bachelier, 1841 (lire en ligne)
- Cours élémentaire de mécanique théorique et appliquée, Victor Masson (éditeur), 1851, 700 p.
- Traité de mécanique rationnelle (1856) - sur le site de la BNF
- La Théorie du mouvement de la lune (2 volumes, 1860-1867) Tome 1 : dans Mémoires de l'Académie des sciences de l'Institut de France, 1860, tome 28, Tome 2 : dans Mémoires de l'Académie des sciences de l'Institut de France, 1867, tome 29
- Cours élémentaire d'astronomie (5e édition, 1870) - sur le site de la BNF
- Le collège de Lusigny-sur-barse (Aube) porte son nom.
- Certaines œuvres de Delaunay sont numérisées sur la bibliothèque numérique de l'Observatoire de Paris.